# Paracephaelis saxatilis
Paracephaelis saxatilis là một loài thực vật có hoa trong họ Thiến thảo. Loài này được (Scott-Elliot) De Block mô tả khoa học đầu tiên năm 2003.